# Larry Maccloud – Der Kämpfer gegen das Unfassbare
Larry Maccloud – Der Kämpfer gegen das Unfassbare ist eine von Tonstudio Braun produzierte Hörspielserie für Jugendliche und Erwachsene.

## Inhalt
Erzählt werden die Abenteuer von Larry Maccloud, dem „Kämpfer gegen das Unfassbare“, der gemeinsam mit seinen Verbündeten gegen die Mächte der Finsternis kämpft.

## Hintergrund
Von 1981 bis 1991 produzierte das Tonstudio Braun eine erfolgreiche Hörspielreihe um den Geisterjäger John Sinclair. Nach einem verlorenen Rechtsstreit mit dem Bastei-Verlag musste das Tonstudio Braun die Produktion neuer Folgen einstellen. Dem Verlust der zugkräftigen John-Sinclair-Lizenz versuchte man mit der Eigenproduktion Larry Maccloud entgegenzuwirken. Die neue Serie wurde mit denselben Sprechern besetzt und auch das Coverdesign orientierte sich stark an der John-Sinclair-Serie.

## Sprecher
Die Sprecher werden auf den Kassetten und CDs nicht namentlich erwähnt.
| Figur            | Sprecher             |
| ---------------- | -------------------- |
| Larry Maccloud   | Helmut Winkelmann    |
| Earl of Mortkill | Peter Joseph Schmitz |
| Mary             | Ursula Berlinghof    |
| Eva              | Annette Krämer       |
| Leila            | Andrea Quirbach      |
| Mutter Brito     | Gabi Reichert        |
| Voodoo-Queen     | Julia Reifenberger   |
| Julietta         | Charlotte Asendorf   |

## Folgenindex
1. Die Auferstehung des Bösen (1/4)
2. Earl Mortkills Blutspur (2/4)
3. Das Buch der magischen Zeichen (3/4)
4. Der blutige Sarkophag (4/4)
5. 13 blutige Hände (1/2)
6. Der Sergeant des Teufels (2/2)
7. Die Nacht des Grauens (1/2)
8. Dämonenliebe - Dämonenhass (2/2)
9. Gespielinnen des Satans (1/2)
10. Finale in der Horror-Gruft (2/2)
11. Judith in Dämonenhand (1/2)
12. Der magische Mani-Stein (2/2)
13. Der Inquisitor (1/3)
14. Evoras Geheimnis (2/3)
15. Die Todesengel (3/3)
16. Tod und Verderben auf Schloß Atville
17. Eine mörderische Nacht
18. Der Dämonenbastard
19. Die magische Formel
20. Black Castle
21. Der Blut-Rubin
22. Larrys Todesfahrt
23. Kampf gegen den Dämon
24. Die Horrornacht von New Orleans
25. Dämonische Hochzeit